# Juan Pablo Sartorelli
Juan Pablo Sartorelli (Chivilcoy, Buenos Aires, 18 de enero de 1983) es un ex-baloncestista argentino que se desempeñaba en la posición de base. Jugó profesionalmente en distintas categorías de Argentina y España. En los últimos cinco años de su carrera actuó el Torneo Federal de Básquetbol con la camiseta de Estudiantes de La Plata.

## Trayectoria
Aunque nació en Chivilcoy, Sartorelli pasó su infancia y adolescencia en la ciudad de Bragado. Allí comenzó a jugar al baloncesto en el club Los Millonarios hasta ser reclutado por Boca en 1999. Debutó con el equipo profesional en 2001.
Sartorelli fue parte del plantel de Boca que se consagró campeón en la temporada 2003-04 de la LNB.
En 2005 emigró a España, contratado por el CB Breogán de la Liga ACB. En su única temporada con los gallegos promedió 5.1 puntos, 1.5 rebotes y 2.0 asistencias por partido en 27 encuentros. La temporada siguiente la disputó en la Liga LEB, vistiendo el uniforme del CAI Zaragoza y del Autocid Ford Burgos.
Volvió a su país a mediados de 2007 con la intención de reincorporarse a Boca, pero terminó fichando con Libertad de Sunchales para actuar como suplente de Sebastián Ginóbili y de Martín Müller. Con los sunchalenses consiguió su segundo campeonato de la LNB en la temporada 2007-08. 
En enero de 2009 aceptó jugar en el Torneo Nacional de Ascenso para San Martín de Corrientes, luego de que Alejandro Coronel se viera obligado a abandonar el baloncesto. Al concluir la temporada, acordó continuar un año más en el club.
Sartorelli retornó a la Liga Nacional de Básquet en 2010, fichado por Argentino de Junín, equipo que acababa de ascender. Fue el base titular del plantel, registrando marcas de 4.2 puntos, 2.9 rebotes y 2.8 asistencias por partido en 44 presentaciones. 
Las siguientes tres temporadas las jugaría en el TNA: las dos primeras con el Ciudad de Bragado y la última con Huracán de Trelew. Entre su paso por ambos clubes hizo su primera experiencia con Estudiantes de La Plata, jugando un Torneo Pre-Federal junto a su hermano Sebastián Sartorelli.
En 2014 fichó nuevamente con los platenses, debutando así en el Torneo Federal de Básquetbol, la tercera categoría del baloncesto profesional argentino. Tras dos temporadas pasó al ICD Pedro Echagüe, pero en 2017 terminaría retornando a Estudiantes de La Plata. Allí jugaría hasta su retiro en 2021.

### Clubes
| Club                     | País      | Año         |
| ------------------------ | --------- | ----------- |
| Boca                     | Argentina | 2001 - 2005 |
| CB Breogán               | España    | 2005 - 2006 |
| CAI Zaragoza             | España    | 2006        |
| Autocid Ford Burgos      | España    | 2007        |
| Libertad de Sunchales    | Argentina | 2007 - 2008 |
| San Martín de Corrientes | Argentina | 2009 - 2010 |
| Argentino de Junín       | Argentina | 2010 - 2011 |
| Ciudad de Bragado        | Argentina | 2011 - 2013 |
| Estudiantes de La Plata  | Argentina | 2013        |
| Huracán de Trelew        | Argentina | 2013 - 2014 |
| Estudiantes de La Plata  | Argentina | 2014 - 2016 |
| ICD Pedro Echagüe        | Argentina | 2016 - 2017 |
| Estudiantes de La Plata  | Argentina | 2017 - 2021 |

## Selección nacional
Sartorelli jugó en los seleccionados juveniles de baloncesto de Argentina.